# NGC 631
NGC 631 је елиптична галаксија у сазвежђу Рибе која се налази на NGC листи објеката дубоког неба.
Деклинација објекта је + 5° 50' 9" а ректасцензија 1h 36m 47,0s. Привидна величина (магнитуда) објекта NGC 631 износи 14,0 а фотографска магнитуда 15,0. NGC 631 је још познат и под ознакама UGC 1153, MCG 1-5-7, CGCG 412-6, NPM1G +05.0064, PGC 5983.